# Метрополин
Метрополин (ивр. מטרופולין‎) — израильская автобусная компания, которая обслуживает автобусные маршруты из Беэр-Шевы в Тель-Авив, Ришон ле-Цион, Ашдод, Арад, Йерухам, Димона, Мицпе-Рамон и другие города, в основном в Южном округе Израиля. Она была основана в 2000 году компанией «Tour Bus» и двумя другими транспортными компаниями .
Компания также оказывает транспортные услуги в аэропорту Бен-Гурион. Компания имеет в своём автомобильном парке около 100 автобусов и 300 автомобилей в общей сложности, в том числе микроавтобусы, минивэны и такси.

## История
Компания «Метрополин» была учреждена 18 марта 2002 года, основателями явились компания «Tour Bus», которая считается одной из крупнейших частных транспортных компаний в Израиле и двумя другими частными компаниями. Она была создана во время передачи линий общественного транспорта из обслуживания монополиста «Эгед» в частные небольшие компании для усиления конкуренции и улучшения обслуживания населения.
Компания «унаследовала» большуя часть автобусных линий, принадлежащих ранее компании «Эгед», а также начала развивать новые линии по собственной инициативе. На первом этапе компания получила линию Беэр-Шева — Тель-Авив, а в 2006 году компания получила линии южнее Беэр-Шевы. В июне 2007 года компания начала запускать вместо «Эгед» транзитные линии в районе городов Арад и Йерухам.
В октябре 2009 года «Метрополин» выиграла тендер на обслуживание автобусных линий в районе Шарон, ранее обслуживаемых компаниями Дан и Эгед. Для обслуживания этих линий «Метрополин» собирается дополнительно закупить около 230 современных автобусов, который добавять 250 ежедневных поездок по сравнению с предыдущей ситуацией. Линии «Метрополин» начнут работать с 3 мая 2010 года.

## Маршруты
Ниже приводятся маршруты, обслуживаемые компанией «Метрополин»:
| Номер | Маршрут                                                  | Проходит через                                                                         |
| ----- | -------------------------------------------------------- | -------------------------------------------------------------------------------------- |
| 26    | Беэр-Шева Центральная Автобусная Станция (ЦАС) — Эшколот | Омер, Перекрёсток Шокет                                                                |
| 27    | Беэр-Шева (ЦАС) — Тене-Омарим                            | Омер, Перекрёсток Шокет, Мейтар                                                        |
| 28    | Беэр-Шева (ЦАС) — Мейтар                                 | Омер                                                                                   |
| 37    | Беэр-Шева (ЦАС) — Омер                                   |                                                                                        |
| 44    | Беэр-Шева (ЦАС) — Кадеш-Барнеа                           | Машавей-Саде, Тлалим, Перекрёсток Кциот                                                |
| 45    | Беэр-Шева (ЦАС) — Ретавим                                | Ревивим                                                                                |
| 46    | Беэр-Шева (ЦАС) — Беэр-Шева, тюрьма                      |                                                                                        |
| 52    | Беэр-Шева (ЦАС) — Кусейфе                                | Омер, Перекрёсток Шокет, Хура                                                          |
| 54    | Беэр-Шева (ЦАС) — Неватим                                |                                                                                        |
| 58    | Беэр-Шева (ЦАС) — Йерухам                                |                                                                                        |
| 59    | Беэр-Шева (ЦАС) — Неватим                                | Омер, Перекрёсток Шокет                                                                |
| 60    | Беэр-Шева (ЦАС) — Мицпе-Рамон                            | Машавей-Саде, Тлалим, Сде-Бокер, Махтеш-Рамон                                          |
| 351   | Беэр-Шева (ЦАС) — Тель-Авив (ЦАС)                        | Ришон ле-Цион (ЦАС), Реховот, Гедера, Перекрёсток Малахи, Сдерот, Нетивот              |
| 353   | Беэр-Шева (ЦАС) — Тель-Авив (ЦАС)                        | Явне (ЦАС), Перекрёсток Ашдод, Сдерот, Нетивот                                         |
| 354   | Беэр-Шева (ЦАС) — Аэропорт имени Давида Бен-Гуриона      | Лод, Рамле, Перекрёсток Билу, Перекрёсток Малахи, Кирьят-Гат (ЦАС), Перекрёсток Кама   |
| 358   | Бней-Брак — Димона                                       | Йерухам                                                                                |
| 360   | Беэр-Шева (ЦАС) — Ашдод (ЦАС)                            | Перекрёсток Кама                                                                       |
| 367   | Беэр-Шева (ЦАС) — Ришон ле-Цион (ЦАС)                    | Реховот, Перекрёсток Малахи, Кирьят-Гат (ЦАС), Перекрёсток Кама                        |
| 368   | Беэр-Шева (ЦАС) — Ашдод (ЦАС)                            | Перекрёсток Кама                                                                       |
| 368א  | Беэр-Шева (ЦАС) — Ашдод (ЦАС)                            | Перекрёсток Малахи, Перекрёсток Кама                                                   |
| 369   | Беэр-Шева (ЦАС) — Тель-Авив (ЦАС)                        | Ришон ле-Цион(ЦАС), Явне (ЦАС), Перекрёсток Малахи, Кирьят-Гат (ЦАС)                   |
| 369א  | Беэр-Шева (ЦАС) — Тель-Авив терминал 2000                | Ришон ле-Цион (ЦАС), Явне (ЦАС), Перекрёсток Малахи, Кирьят-Гат (ЦАС)                  |
| 370   | Беэр-Шева (ЦАС) — Тель-Авив (ЦАС)                        |                                                                                        |
| 371   | Беэр-Шева (ЦАС) — Тель-Авив (ЦАС)                        | Ришон ле-Цион (ЦАС), Реховот, Гедера, Перекрёсток Малахи, Кирьят-Гат, Перекрёсток Кама |
| 380   | Беэр-Шева (ЦАС) — Тель-Авив терминал 2000                |                                                                                        |
| 386   | Беэр-Шева (ЦАС) — Арад (ЦАС)                             | Омер, Перекрёсток Шокет                                                                |
| 388   | Беэр-Шева (ЦАС) — Арад (ЦАС)                             | Омер, Перекрёсток Шокет, Хура                                                          |
| 458   | Иерусалим — Димона                                       | Йерухам                                                                                |